# Alain Cabantous
Alain Cabantous, né le 11 septembre 1946, est un historien moderniste français spécialiste d'histoire sociale et culturelle, professeur émérite d’histoire moderne à l’université de Paris I-Panthéon-Sorbonne.

## Biographie
Il est agrégé d'histoire et devient docteur ès lettres à Lille 3 en 1987 en soutenant une thèse, dirigée par Pierre Deyon, sur Les Populations maritimes de la Mer du Nord et de la Manche orientale (vers 1660-1793) : essai d'histoire sociale comparative.
Chargé puis Directeur de recherche au CNRS (1983-1995), il devient professeur des universités à Paris X Nanterre en 1995 puis à Paris 1-Panthéon-Sorbonne de 1998 à 2009. Il y dirigera le Centre de Recherche d'Histoire Moderne jusqu'en 2006.

## Travaux
Ses travaux portent sur « trois axes de recherches principaux dans le cadre de l’Europe du Nord-ouest (début XVIIe - début XIXe siècle) :
- Histoire des populations maritimes et portuaires ; les mondes de la mer
- Histoire sociale de la culture (temps, espaces et société : blasphème, nuit, dimanche, Noël)
- Histoire urbaine : quartiers et espaces publics »[5]

Son étude de l’histoire sociale de la culture l’a amené à porter son regard sur « l'imaginaire religieux dans les sociétés anciennes ». Citons à titre d’exemple son essai publié en 1998, L’Histoire du blasphème en Occident et Le dimanche, une histoire, Europe occidentale, 1600-1830, publié en 2013.
Il lie aussi ses travaux sur les populations maritimes et portuaires à l’histoire urbaine -à travers la question de l'insertion des marins dans la ville , et à l'histoire religieuse en étudiant avec Le ciel dans la mer, « la pratique religieuse des gens de mer pendant leurs mois de solitude sur l'océan, leur recours aux intercesseurs, Vierge, saints, plutôt qu'au Christ dans le péril et l'apparition d'une pastorale spécialisée au XIXe », avec bénédiction de la mer et aumôneries spécifiques. Il s'attache aussi à travailler sur la violence liée à l'environnement maritime que ce soit sur le navire ou sur les littoraux; voir La vergue et les fers, mutins et déserteurs dans la marine de l'ancienne France ou les Côtes barbares, pilleurs d'épaves et sociétés littorales en France ».
Dans le domaine de l'histoire sociale de la culture, « Son ouvrage le plus remarqué est toutefois son Histoire de la nuit aux XVIIe et XVIIIe siècles, dans lequel il analyse tous les aspects de la vie nocturne et montre comment la ville invente la nuit de nouvelles pratiques annonciatrices du changement de société qui s'amorce à la fin du XVIIIe siècle ».

## Publications
- La mer et les hommes. Pêcheurs et matelots de Dunkerque de Louis XIV à la Révolution, Westhoeok (Dunkerque), 1980
- Histoire de Dunkerque (dir.), Privat, 1983.
- La vergue et les fers. Mutins et déserteurs dans la marine de l'ancienne France, Tallandier, 1984, prix Thiers de l'Académie française.
- Le Ciel dans la mer, christianisme et civilisation maritime, XVIe XIXe s., Fayard, 1990
- Dix mille marins face à l'Océan (vers 1650-1794), Publisud, 1991
- Les côtes barbares, Fayard, 1993
- Les citoyens du large, Aubier, 1995
- L'Histoire du blasphème en Occident, Albin Michel ,1998, réédition, 2015
- Entre fêtes et clochers. Profane et sacré dans l’Europe moderne, Fayard, 2002
- Les Français, la Terre et la Mer (co-direction avec André Lespagnol et Françoise Péron), Fayard, 2005
- Histoire de la nuit XVIIe XVIIIe, Fayard, 2009 ; prix Guizot de l'Académie française
- Le Dimanche, une histoire – Europe occidentale (1600-1830), Seuil, 2013
- Être marin en Europe occidentale (XVIe XIXe s.), avec Gilbert Buti, Presses Universitaires de Rennes, 2015
- Noël, une si longue histoire…, avec François Walter, Payot, 2016
- De Charybde en Scylla. Risques, périls et fortunes de mer du XVIe siècle à nos jours, avec Gilbert Buti, Belin, 2018
- Les ombres de Clio. Les nuits historiques existent-elles ? (XVIe XXe siècle), (dir.), C.N.R.S. Éditions, 2018
- Les tentations de la chair. Virginité et chasteté (16e-21e siècle) avec François Walter, Payot, 2020.
- Les mutins de la mer. Rébellions maritimes et portuaires en Europe occidentale (XVIIe XVIIIe siècle), avec la participation de Gilbert Buti, Paris, Cerf, 2022.
- Une histoire de la Petite Eglise en France (XIXe – XXIe siècle) ,Paris, Cerf, 2023,

Ses collègues et ses élèves lui ont offert un ouvrage de Mélanges, Le lieu et le moment, dirigé par Isabelle Brian paru en 2015 aux Publications de la Sorbonne.